# Hulle
De Hulle (Waals: Hûle) is een zijrivier van de Houille in het stroomgebied van de Maas, op het grondgebied van de gemeente Gedinne in de provincie Namen.
De rivier ontspringt als de Ruisseau des Rousseries op 470 m hoogte op de Fange de l'Abîme op het plateau van Croix Scaille, het hoogste punt van de provincie. Ze stroomt naar het noorden door een bosrijk gebied en vormt na de samenvloeiing met de Ruisseau du Stôle, nabij Pont-Colin, over een lengte van 6,8 km de grens tussen België en Frankrijk, vooraleer ze uitgeeft in de Houille nabij het Belgische dorpje Bourseigne-Neuve. De totale lengte is 12 km, het verval 270 m. Grote delen van het uitgestrekte bos- en valleigebied zijn Europees beschermd als Natura 2000-gebied (BE35040 - Vallée de la Hulle). Er komen bevers voor.